# مسترکم
نرم‌افزارِ مسترکم (به انگلیسی: MasterCAM) یکی از قدیمی‌ترین نرم‌افزارهای ساخت به کمک رایانه برای تهیه مسیر ماشین کاری جهت دستگاه‌های سی‌ان‌سی می‌باشد که ساخت شرکت CNC Software Inc است.
این نرم‌افزار جهت نصب و استفاده نیاز به الزامات سخت‌افزاری کمتری نسبت به نرم‌افزارهای مشابه دارد و با داشتن postprocessor قوی امکان تعیین انواع مسیرهای حرکت ابزار جهت فرز و تراش CNC را فراهم می‌کند. یادگیری و آموزش دستورها MasterCam تقریباً ساده و آسان می‌باشد اما از طرفی محیط اجرای چندان جالبی را دارا نیست و محدودیت‌های خاص خود را نیز دارد.
MasterCam جزو اولین‌های CAM می‌باشد ولی با ورود رقبای قدرتمند مثل powermill کم‌کم از آن استقبال و محبوبیت ابتدائی خود کاست و استفاده از آن محدودتر شد ولی هم‌اکنون نیز طرفداران خاص خود را دارا می‌باشد.
در حال حاضر نسخه x7 نرم‌افزار بیشتر مورد استفاده قرار می‌گیرد. نسخه x7 نرم‌افزار نیز با اعمال تغییراتی در محیط نرم‌افزار و ارائه قابلیت‌ها و استراتژی‌های جدید ماشین کاری همراه با ضمیمه آخرین نسخه نرم‌افزار CimcoEdit وارد بازار گردیده‌است.
MasterCam یک نرم‌افزار مدل‌سازی کامل است که wireframe geometry دوبعدی وسه بعدی وعملیات سطح را با ویرایش قدرتمند و ابزارتغییرشکل ترکیب می‌کند.mastercam mill که براساس mastercam design پایه‌ریزی شده‌است این امکان را به شما می‌دهد که تعداد عملیات‌های ماشین کاری مختلف وگسترده را ایجاد و مدیریت کنید.MasterCam بخشی به نام associativity برای پیوند دادن عملیات‌ها ی ماشین کاری به هندسه به کار می‌گیرد بنابراین وقتی هندسه قطعه تغییر می‌کندtoolmaths می‌توانند به‌طور اتوماتیک احیا شوند.
MasterCam ابزار نرم‌افزارCAM / CAD (طراحی و تولید به کمک کامپیوتر) را برای انواع برنامه‌نویسی ازسطح ابتدایی تا سطح بسیار پیچیده ارائه می‌دهد. از جمله این قابلیت‌ها عبارتند از:ماشین کاری ۲محوری، فرزکاری چندمحوری،EDM سیمی، برش ومدل‌سازی آزاد هنرمندانه، کشیدن و مدل‌سازی وعملیات سطح و طراحی سه بعدی وهرآنچه در عملیات ماشین کاری مورد نیاز باشد.